# 時代はサーカスの象にのって
『時代はサーカスの象にのって』（じだいはサーカスのぞうにのって）は、寺山修司の戯曲。1969年（昭和44年）3月15日、渋谷並木橋にオープンした天井桟敷館のこけら落としとして地下小劇場で上演され人気を博し、1年間のロングランとなった。
ベトナム戦争の時代を背景に8つのオムニバス的なストーリーが展開され、アメリカへの憧憬と反発などが描かれる。この作品は、当時ニューヨークのブロードウェイで上演され話題となっていたミュージカル『ヘアー』を参考にしており、寺山は1968年のアメリカ滞在時にトム・オホーガンの演出によるものを観ている。

## 初演
作：寺山修司、演出：萩原朔美、美術：及川正通、衣装：川村都、制作：九條映子、出演：新高恵子、下馬二五七、志那虎、カルメン・マキほか。
1969年（昭和44年）3月15日、渋谷並木橋にオープンした天井桟敷館のこけら落としとして地下小劇場で上演された。
ボクシングのリングを模した舞台で、カルメン・マキが劇中で「時には母のない子のように」を歌うのも話題となった。ある演目ではアメリカンフットボールの球を用い、ボールをパスされた人は観客であっても1分以内になにかセリフをしゃべって次の人にパスしなくてはならないといった観客参加型の手法が取り入れられた。舞台は連日満員で1年間のロングランが決定した。
ヒットしたことから観光バスの「はとバス」の企画を受け入れ、「東京アドベンチャーナイト」というコースで本公演のあとにダイジェスト版を演じたが、惰性化し演技に精彩を欠くようになったため途中で打ち切った。

## 初演にまつわる出来事
出演のカルメン・マキは「時には母のない子のように」がヒットし売れっ子となったことから、劇中の歌のシーンは代役がとられることがあった。マキは1969年の第20回NHK紅白歌合戦に出演した。
上演に先立つ1968年に、翌年4月に出版予定の『天井桟敷写真帖・時代はサーカスの象にのって』のための篠山紀信による写真撮影などが行われたが、実際に写真集が出版されたかは不明である。
1969年に寺山は西ドイツのエッセン市立劇場に招かれ、ドイツ人俳優による『毛皮のマリー』『時代はサーカスの象にのって』の演出を担当している。『毛皮のマリー』（美術：宇野亜喜良）は10月、『時代はサーカスの象にのって』（美術：及川正通）は12月に上演された。
寺山は『ヘアー』日本版の脚色者として制作者から依頼を受け、仕上がった台本を制作者に渡すと1969年10月はじめに西ドイツに渡った。翌月、日本に帰国すると、赤坂の国際アーチスト・センターで行われていた『ヘアー』の稽古に自分の台本ではなく別の直訳台本が使われていることを知る。そして制作者側と話し合い正式に脚色者から降りることになった。寺山の台本が使用停止された理由は原作者のジェームズ・ラドとジェローム・ラグニから、寺山の台本ではなく直訳台本に近いものに戻して欲しいという意向が手紙で伝えられたからとされる。
1969年12月12日の深夜、劇場に来た唐十郎の状況劇場の団員らとの乱闘騒ぎとなり、天井桟敷側2人、状況劇場側7人の計9人が現行犯逮捕されるという事件が起きている。

## その他の上演

### 1984年
1984年に寺山修司一周忌公演として、萩原朔美の演出による『時代はサーカスの象にのって’84』が渋谷パルコパートⅢで上演された。音楽はムーンライダーズの鈴木慶一がプロデュース、舞台美術は日比野克彦が担当し、MIE、高見恭子、巻上公一、下馬二五七、蘭妖子などが出演した。当時VHSビデオがスピリットエンタープライズから販売された（ASIN B07YLFZVHH）。またそのときの音源が2018年に初めてCD化された。

### 1999年
1999年7月、昭和精吾事務所により渋谷ジァン・ジァンにて公演、犬神サーカス団が出演した。

### 2002年
2002年8月4日から11日にかけて、高取英の構成・演出で月蝕歌劇団による『時代はサーカスの象にのって2002』がザムザ阿佐谷にて上演された。音楽はJ・A・シーザー、PANTAが担当した。月蝕歌劇団からは一ノ瀬めぐみ、野口員代、森永理科、三坂知絵子、スギウラユカなどが出演、また制服向上委員会から橋本美香、秋山文香、吉田梢、星川りりか、松本久美子が出演した。

### 2017年
2017年1月19日から23日にかけてProject Nyxによる公演が新宿FACEにて行われた。Project Nyxは新宿梁山泊の水嶋カンナが立ち上げたユニットで、本作では総合美術を宇野亜喜良、演出を金守珍が担当している。SHAKALABBITSが出演・演奏した。出演は成田浬、林勇輔、森了蔵、広島光、染野弘考、申大樹、加藤亮介、水嶋カンナ、伊藤弘子、藤井由紀、サヘル・ローズ、佐藤梟、有栖川ソワレ、森永理科、日和佐美香、神谷沙奈美 / 大久保鷹。

### 2022年
2022年12月7日から11日にかけて、劇団☆A・P・B-Tokyoによる公演が新宿村LIVEにて行われた。演出は高野美由紀、画は智内兄助による。

## テキスト
戯曲「時代はサーカスの象にのって」のテキストは『寺山修司評論集 アメリカ地獄めぐり』（芳賀書店、1969年、全国書誌番号:75009648）に附録として収録されている。全部で8場よりなり、各場のタイトルは以下の通り（1974年第2刷で確認）。
1. リンガフォン・レコードで英語を勉強しよう
2. みんなで、ジーン・ハーロウをくすぐろう
3. ファック・アー・ユーもときには歌の文句になるよ
4. おれたちは戦争へ行きたいんだ
5. ベトナムのすぐ近くで
6. ああ、悲しき西部劇は腰抜けの父との決闘
7. フットボールの規則による「幸福論」の試み
8. 演説　そして孤独の叫び

## 楽曲「時代はサーカスの象にのって」
2002年、高取英の月蝕歌劇団による『時代はサーカスの象にのって』のミュージカル化にあたり、頭脳警察のPANTAが「時代はサーカスの象にのって」の作曲を担当した（作詞は寺山修司と高取英）。
同曲は制服向上委員会の歌唱によるものが2002年のアルバム『Ballerina』、2003年のアルバム『世界・自由・アメリカ』に収録され、また2007年にはPANTA自身の歌唱によるものが映画『キャプテントキオ』のサウンドトラックに収録された。
その後、2008年に頭脳警察のシングル「時代はサーカスの象にのって」としてリリースされ、2013年のアルバム『暗転』にも収録された。
大槻ケンヂは2023年7月8日に、“僕にもし人生の応援歌があるとするならそれは頭脳警察の「時代はサーカスの象にのって」とエンケンさんの「不滅の男」”とTwitterでコメントしている。